# جوليان هووبر
جوليان هووبر (بالإنجليزية: Julian Hooper)‏ هو رسام نيوزيلندي، ولد في 1966.